# Kieron Dyer
Kieron Courtney Dyer (* 29. prosince 1978, Ipswich, Anglie, Spojené království) je bývalý anglický fotbalový záložník a reprezentant. Jeho postem bylo místo ofensivního/krajního záložníka.

## Reprezentační kariéra
Kieron Dyer reprezentoval Anglii v mládežnických výběrech.
V A-mužstvu Anglie debutoval 4. září 1999 ve svých dvaceti letech na stadionu Wembley v Londýně v zápase s Lucemburskem, který skončil vysokou výhrou domácího Albionu 6:0. V utkání odehrál první poločas a hrál na místě pravého obránce.
Zúčastnil se Mistrovství světa 2002 v Jižní Koreji a Japonsku, kde Angličané vypadli ve čtvrtfinále s Brazílií, a také Mistrovství Evropy 2004 v Portugalsku (zde byla Anglie vyřazena ve čtvrtfinále domácím týmem).